# Schuld nach Ferdinand von Schirach
Schuld nach Ferdinand von Schirach (auch SCHULD nach Ferdinand von Schirach) ist der Titel einer deutschen Krimireihe basierend auf dem Kurzgeschichtenband Schuld des Strafverteidigers und Schriftstellers Ferdinand von Schirach. Es ist nach Verbrechen der zweite Erzählungsband Schirachs, der verfilmt wurde. Moritz Bleibtreu spielt die Hauptrolle des Strafverteidigers Friedrich Kronberg, der mit besonderen Kriminalfällen befasst ist. Die Serie wurde von Oliver Berben für das ZDF produziert und besteht aus vierzehn Folgen in drei Staffeln.
Die erste Staffel wurde im Februar und März 2015 ausgestrahlt. Ab dem 6. Februar 2015 – zwei Wochen vor der TV-Ausstrahlung – war sie vollständig in der ZDF-Mediathek veröffentlicht worden. Die zweite Staffel, bestehend aus vier Folgen, wurde ab dem 15. September 2017 ausgestrahlt. Auch diesmal waren alle Folgen vorab in der Mediathek verfügbar.
Die Premiere der dritten und letzten Staffel erfolgte am Filmfest München 2019 – Die Erstausstrahlung im ZDF startete am 13. September 2019.

## Handlung
Der Rechtsanwalt und Strafverteidiger Friedrich Kronberg begegnet bei seinen Fällen nicht nur immer wieder interessanten Charakteren aus dem echten Leben, sondern ist auch oft mit ambivalenten Fragen der Moral konfrontiert.

## Besetzung

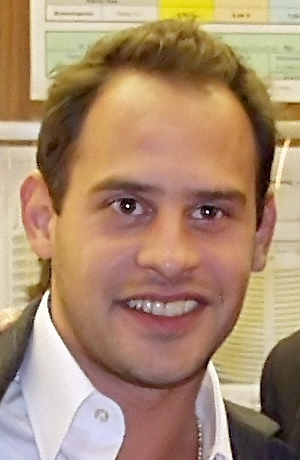
Moritz Bleibtreu (2004)
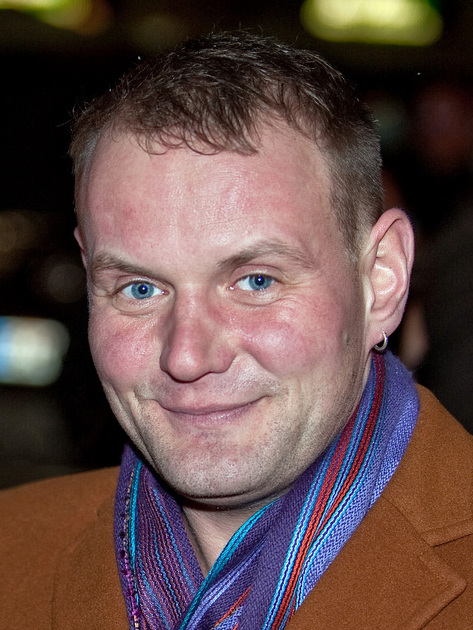
Devid Striesow (2010)
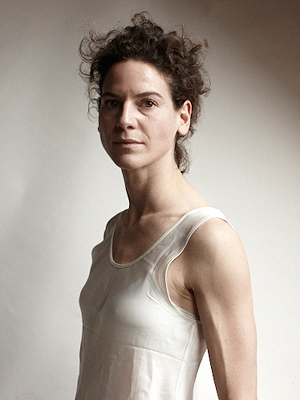
Bibiana Beglau (2009)
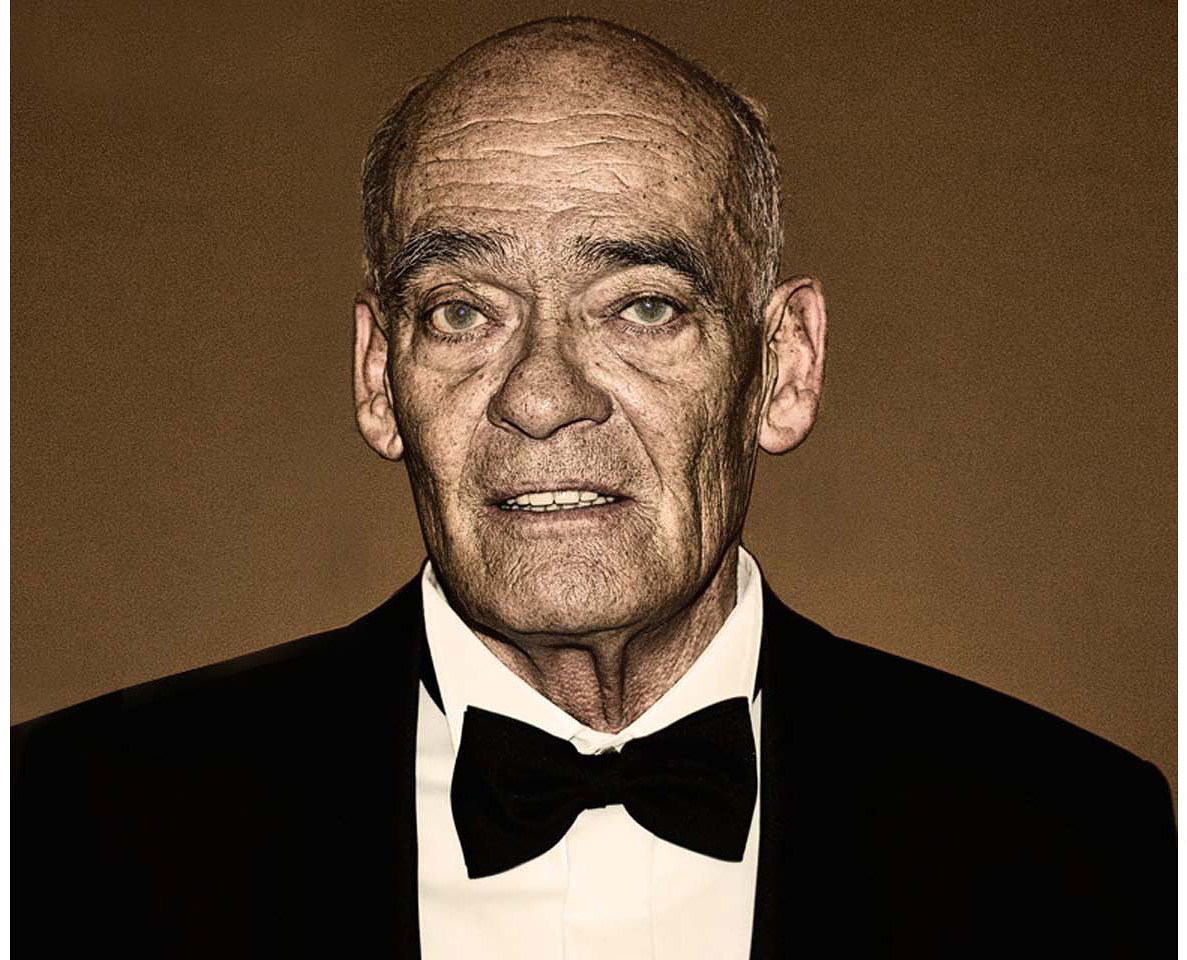
Hans-Michael Rehberg (2011)
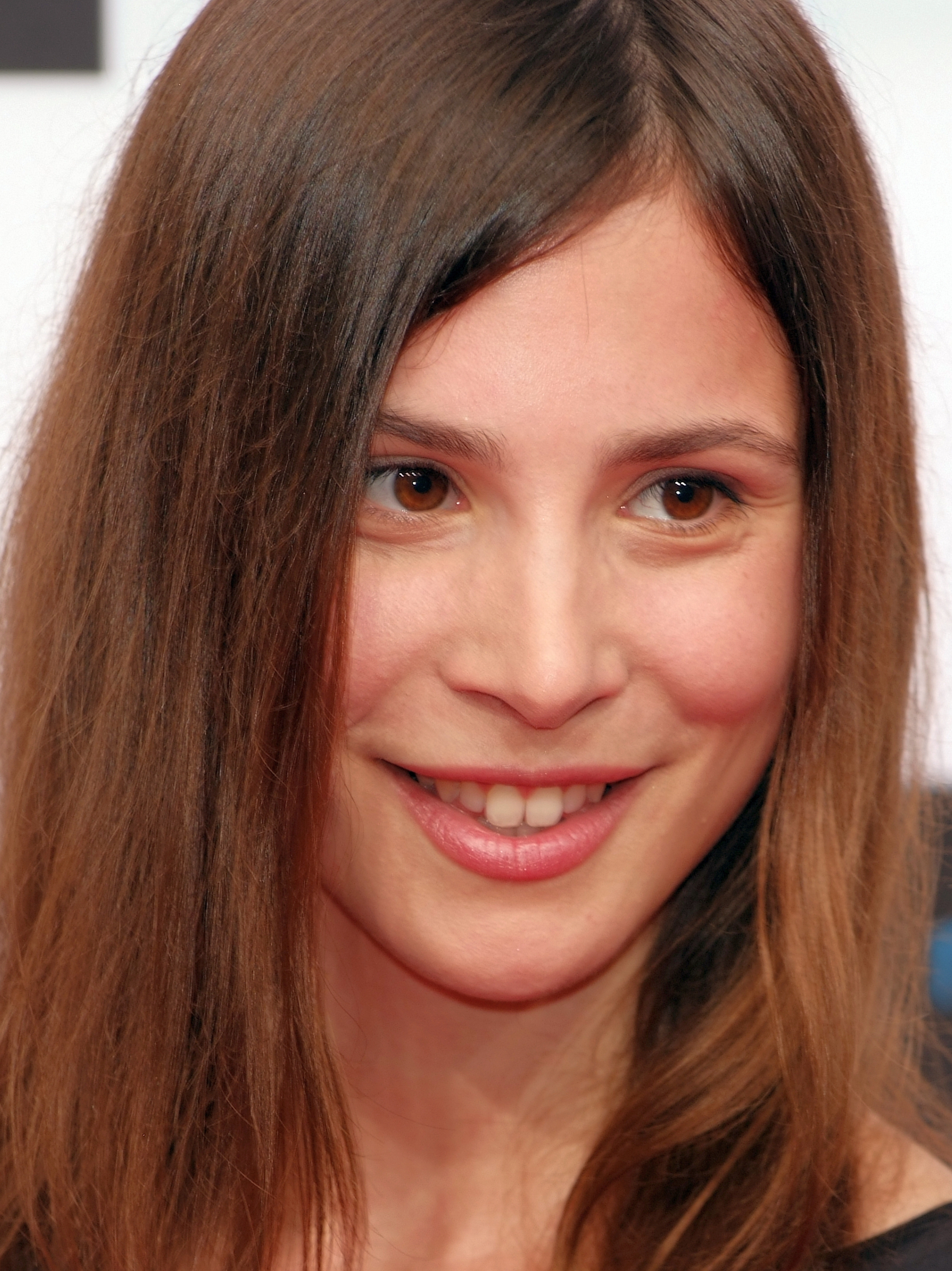
Aylin Tezel (2012)
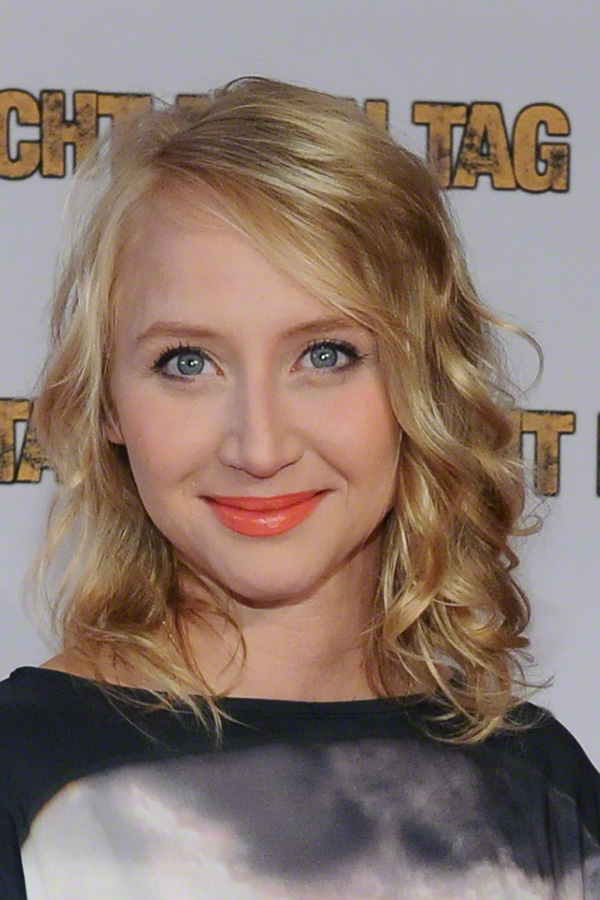
Anna Maria Mühe (2014)
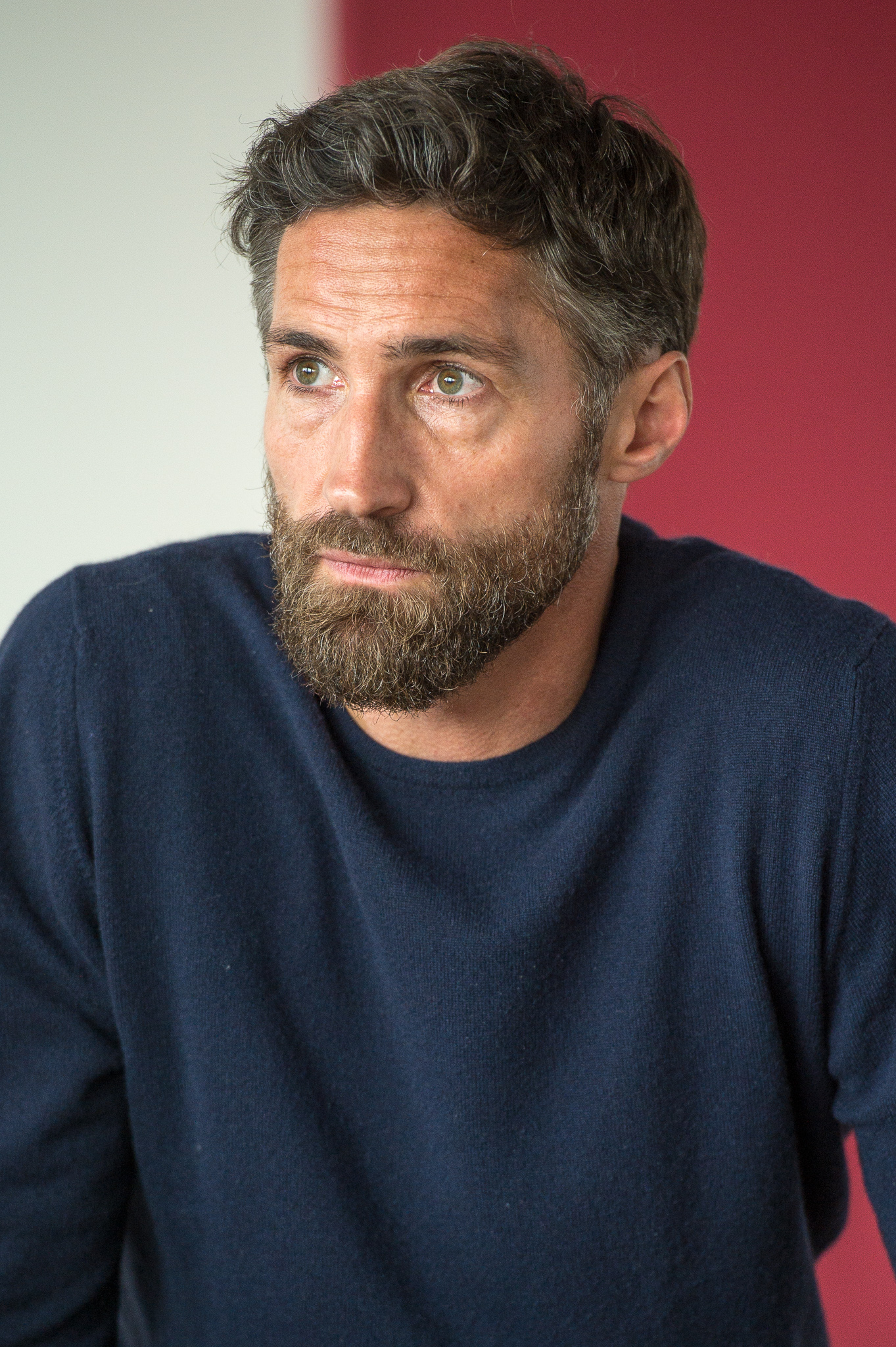
Benjamin Sadler (2015)
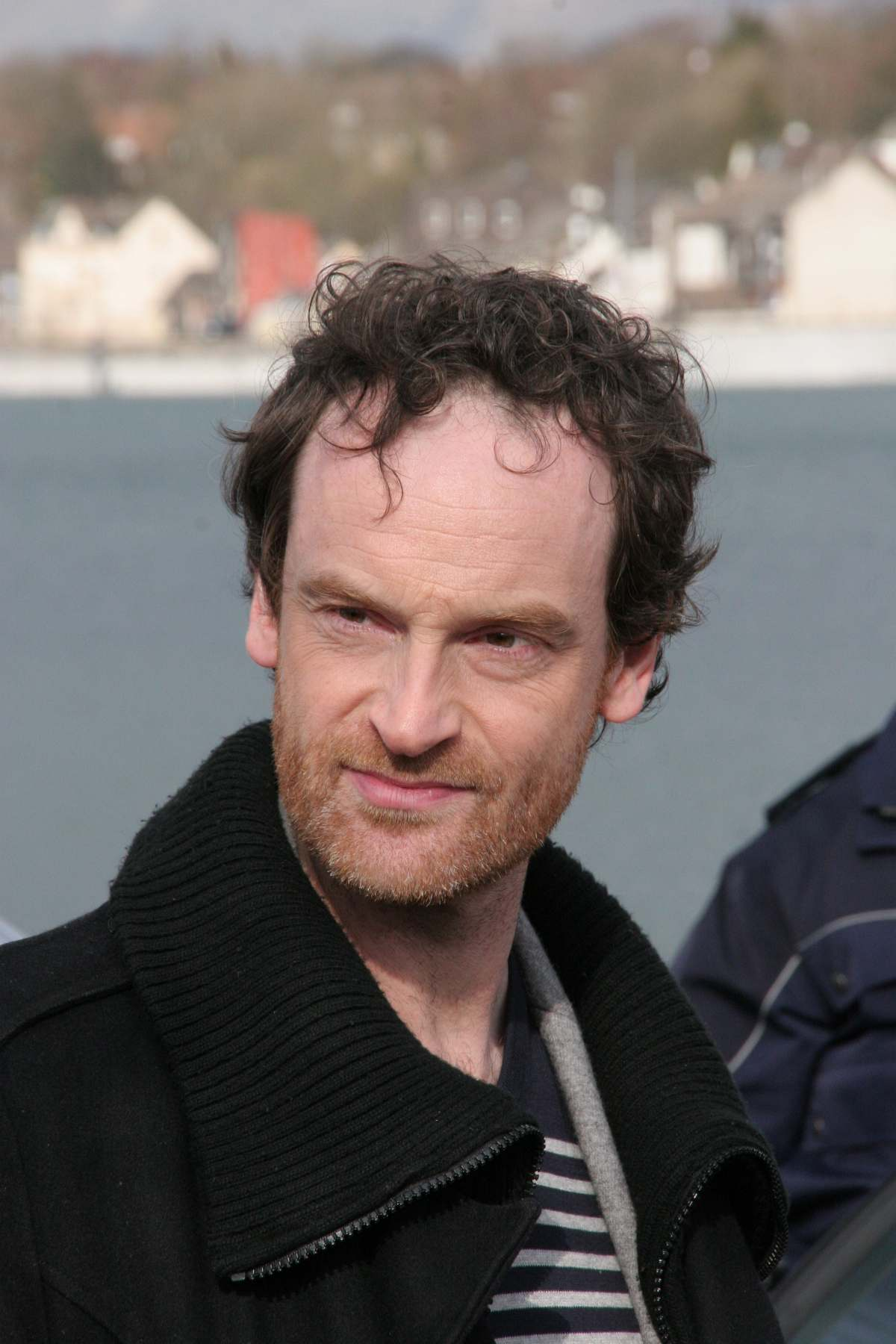
Jörg Hartmann (2012)
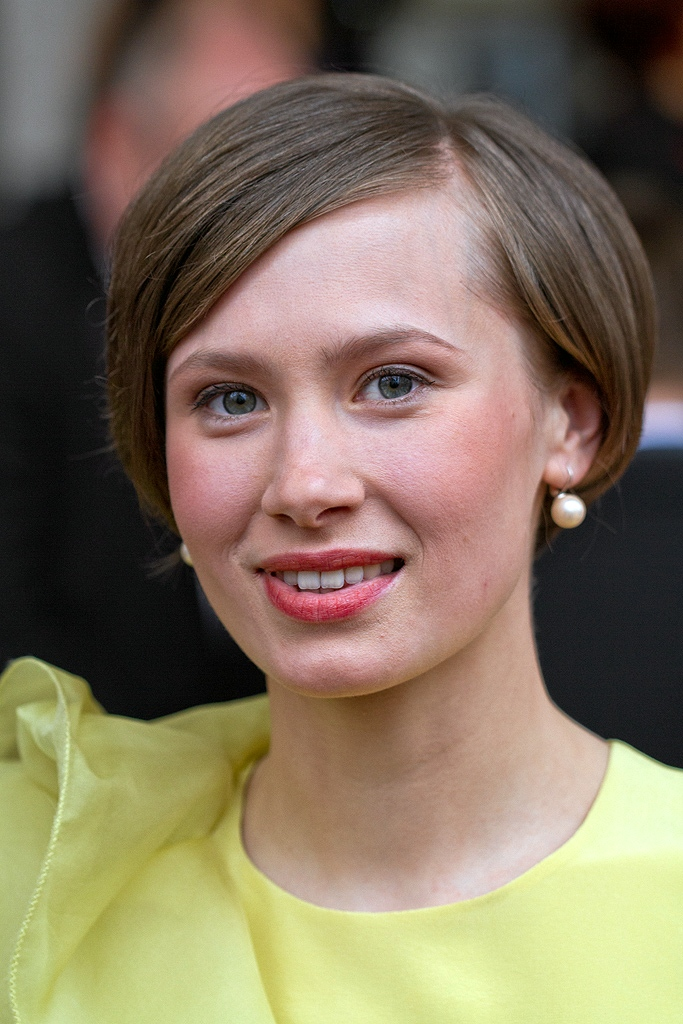
Alina Levshin (2012)
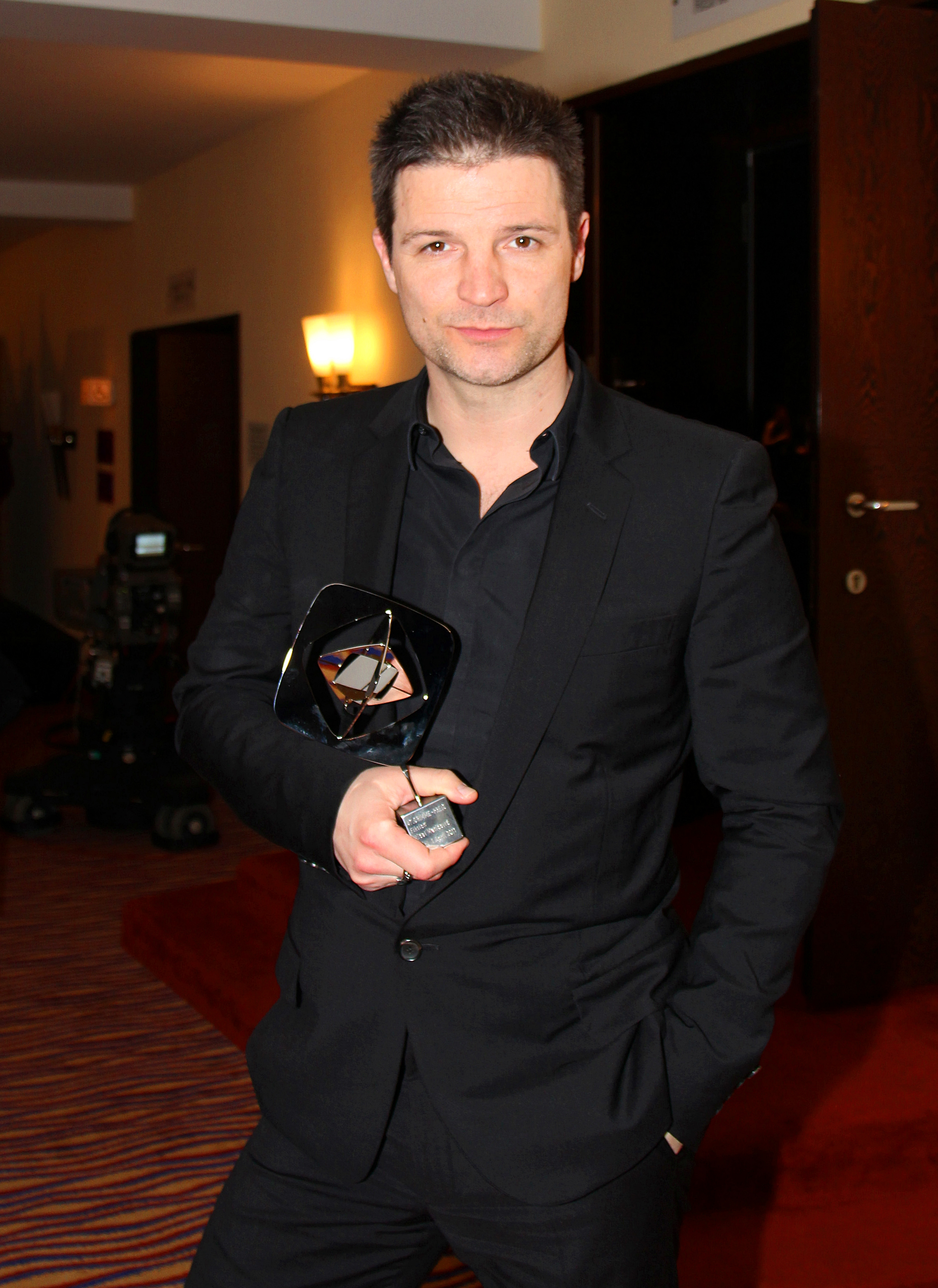
Mišel Matičević (2011)
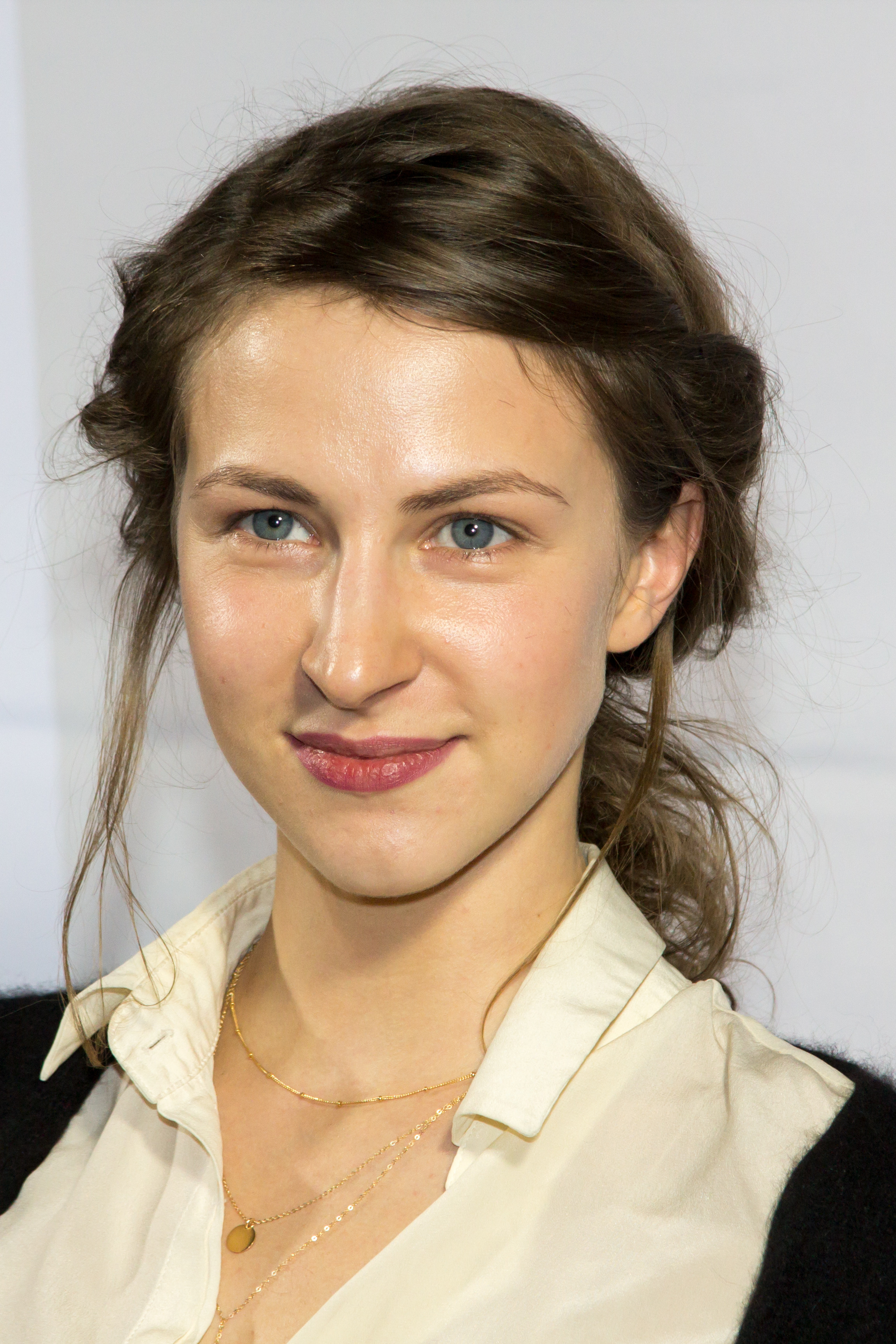
Natalia Belitski (2005)
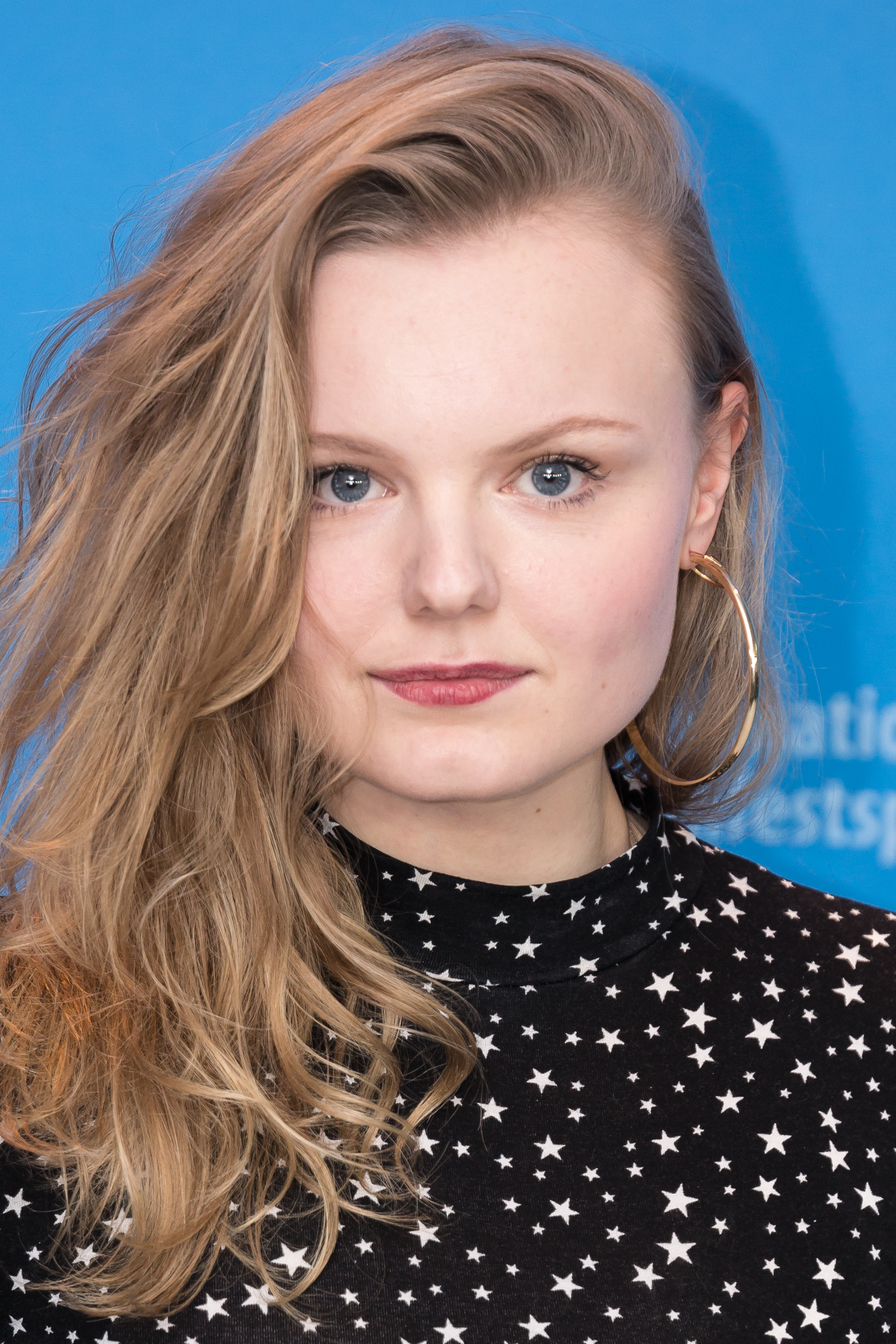
Maria Dragus (2017)
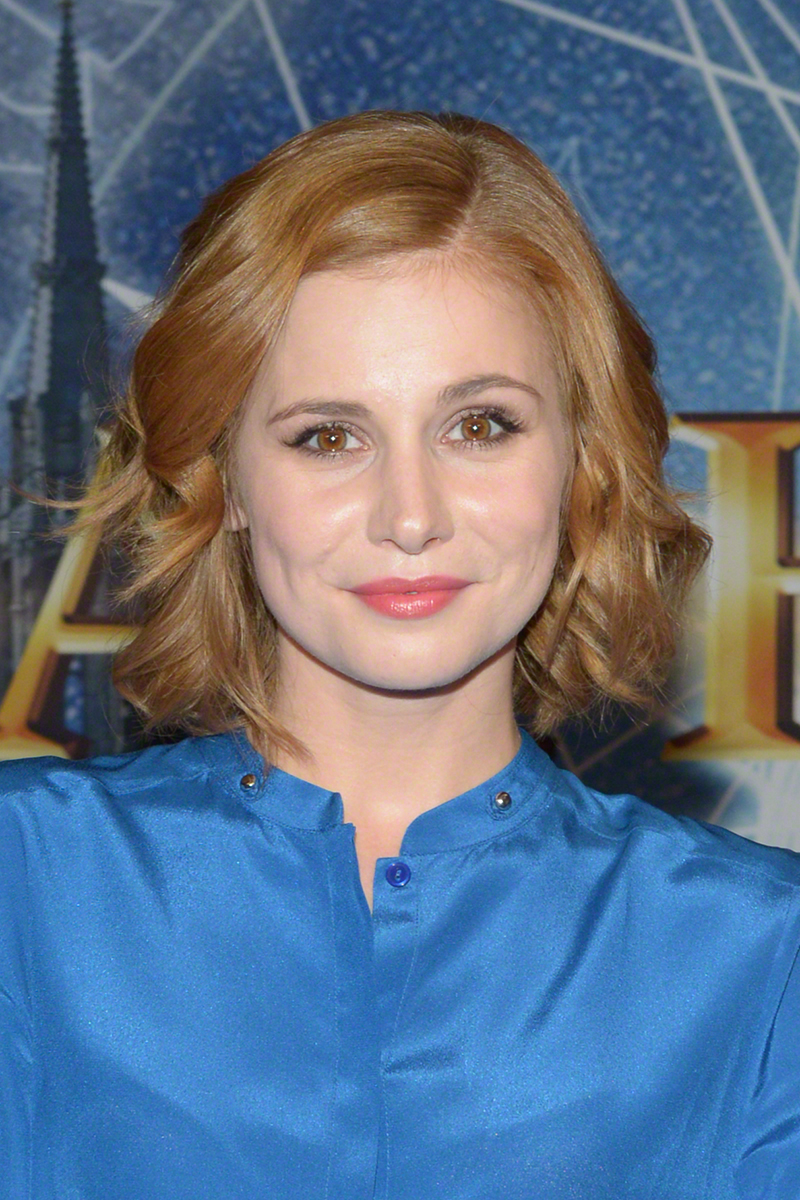
Josefine Preuß (2014)
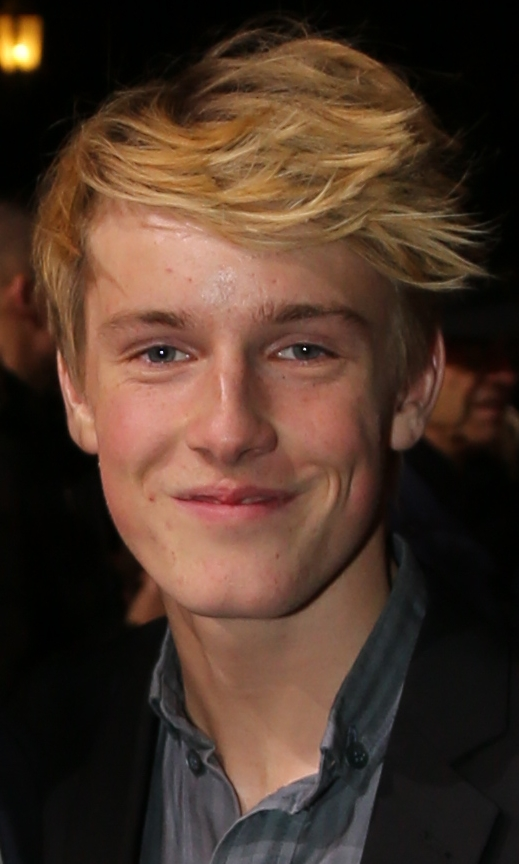
Louis Hofmann (2015)
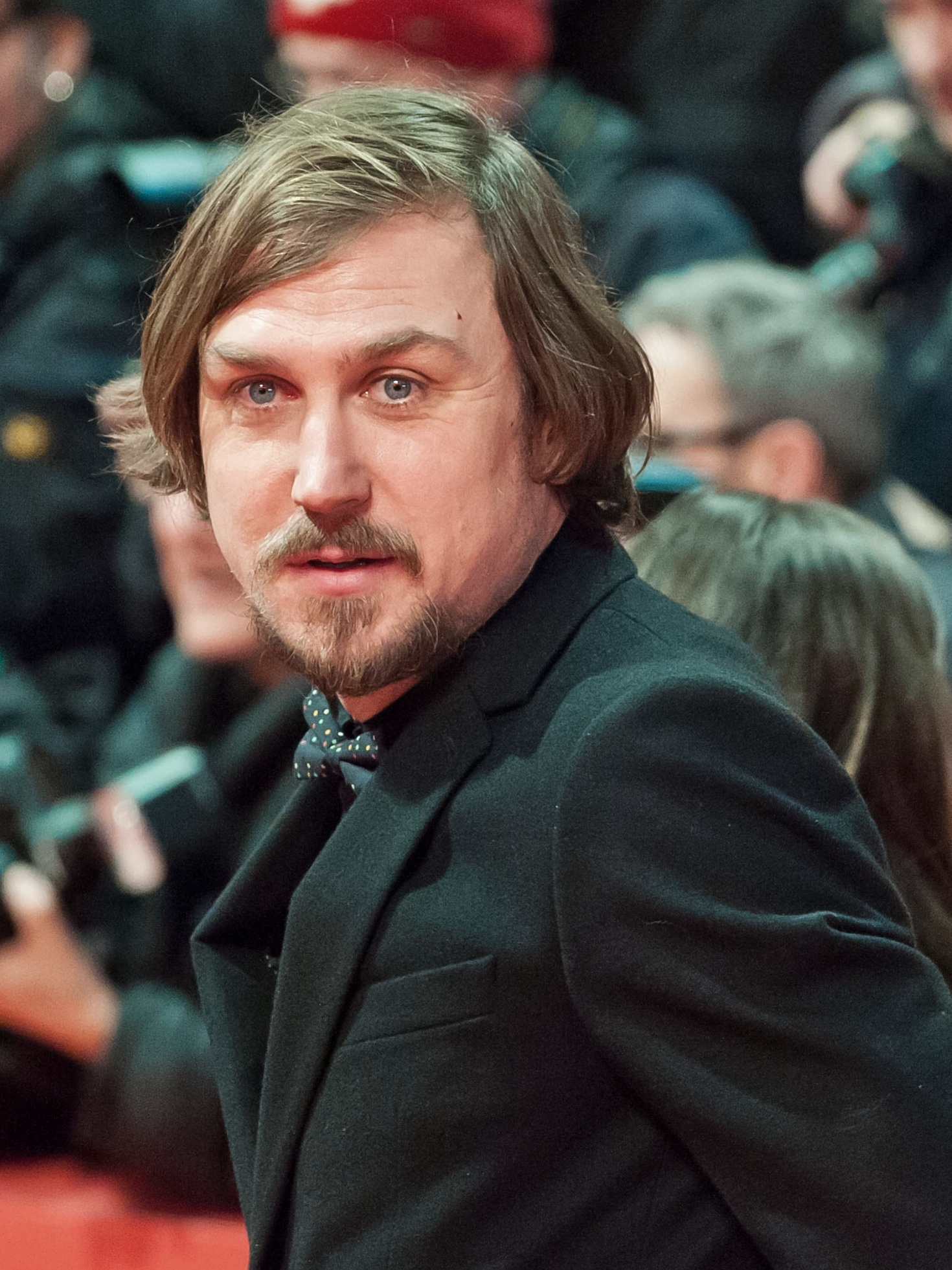
Lars Eidinger (2014)
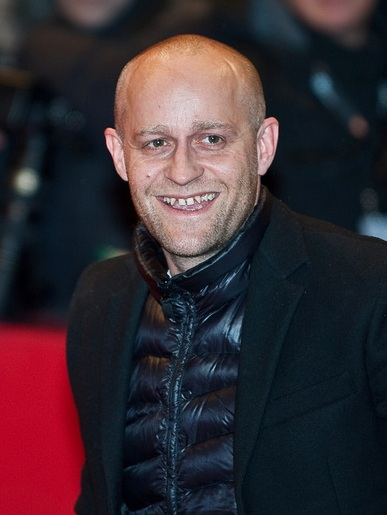
Jürgen Vogel (2010)

| Schauspieler         | Rolle                         | Hauptrolle (Episoden) | Gastrolle (Episoden) |
| -------------------- | ----------------------------- | --------------------- | -------------------- |
| Moritz Bleibtreu     | Dr. Friedrich Kronberg        | 1.01–3.04             |                      |
| Devid Striesow       | Thorsten Paulsberg            |                       | 1.01                 |
| Bibiana Beglau       | Lissy Paulsberg               |                       | 1.01                 |
| Matthias Matschke    | Rüdiger Timmer                |                       | 1.01                 |
| Barnaby Metschurat   | Sven                          |                       | 1.01                 |
| Susanne Bormann      | Katja                         |                       | 1.01                 |
| Anna Stieblich       | Richterin                     |                       | 1.01, 2.01           |
| Peter Schneider      | Staatsanwalt                  |                       | 1.01                 |
| Claudia Eisinger     | Rezeptionistin                |                       | 1.01                 |
| Hans-Michael Rehberg | Karl-Heinz Gronau             |                       | 1.02                 |
| Aylin Tezel          | Jana                          |                       | 1.02                 |
| Edin Hasanović       | Hassan                        |                       | 1.02                 |
| Thure Lindhardt      | Gerber                        |                       | 1.02                 |
| Gustav Peter Wöhler  | Richter Lamprecht             |                       | 1.02                 |
| Emily Cox            | Ulrike Gronau                 |                       | 1.02                 |
| Maren Kroymann       | Richterin Benesch             |                       | 1.02                 |
| Anna Maria Mühe      | Alexandra Läufer              |                       | 1.03                 |
| Benjamin Sadler      | Thomas Läufer                 |                       | 1.03                 |
| Lina Hüesker         | Saskia (9 Jahre)              |                       | 1.03                 |
| Ziva Marie Faske     | Saskia (5 Jahre)              |                       | 1.03                 |
| Ludwig Trepte        | Felix                         |                       | 1.03                 |
| Gitta Schweighöfer   | Alexandras Mutter             |                       | 1.03                 |
| Samuel Finzi         | Richter Falk                  |                       | 1.03                 |
| Uwe Preuss           | Staatsanwalt Kaulbach         |                       | 1.03                 |
| Jörg Hartmann        | Johannes Deittert             |                       | 1.04                 |
| Max Hegewald         | Henry (17 Jahre)              |                       | 1.04                 |
| Jannik Schümann      | Lukas (17 Jahre)              |                       | 1.04                 |
| Johannes Nussbaum    | Ben (17 Jahre)                |                       | 1.04                 |
| Teresa Harder        | Marguerite Verdier            |                       | 1.04                 |
| Lisa Maria Potthoff  | Anna Kremer                   |                       | 1.04                 |
| Godehard Giese       | Jürgen Kremer                 |                       | 1.04                 |
| Anja Karmanski       | Staatsanwältin Langenstein    |                       | 1.04                 |
| Alina Levshin        | Nina Deggert                  |                       | 1.05                 |
| Mišel Matičević      | Thomas Deggert                |                       | 1.05                 |
| Rainer Reiners       | Herrmann                      |                       | 1.05                 |
| Anian Zollner        | Siegfried Schubert            |                       | 1.05                 |
| Dirk Borchardt       | Hauptkommissar                |                       | 1.05                 |
| Frank Leo Schröder   | Staatsanwalt                  |                       | 1.05                 |
| Adrian Topol         | Carl Jakobi                   |                       | 1.06                 |
| Michael Gwisdek      | Alexander Albrecht            |                       | 1.06                 |
| Jörg Westphal        | Mandant/Clown                 |                       | 1.06                 |
| Helga Wretman        | Marion Nolting                |                       | 1.06                 |
| Max Herbrechter      | Jürgen Nolting                |                       | 1.06                 |
| Richard Sammel       | Staatsanwalt Wendland         |                       | 1.06                 |
| Rick Okon            | Polizist Steinmann            |                       | 1.06                 |
| Pheline Roggan       | Sekretärin                    |                       | 1.06                 |
| Marcus Mittermeier   | Herr Holbrecht                |                       | 2.01                 |
| Natalia Belitski     | Miriam Holbrecht              |                       | 2.01                 |
| Maria Dragus         | Helena Meissner               |                       | 2.01                 |
| Cloé Heinrich        | Helena Meissner 9 Jahre       |                       | 2.01                 |
| Bettina Stucky       | Marina                        |                       | 2.01                 |
| Matthias Weidenhöfer | Bernhard Meissner             |                       | 2.01                 |
| Ute Willing          | 1. Richterin                  |                       | 2.01                 |
| Laila Maria Witt     | Sekretärin Frau Ansari        |                       | 2.01, 2.04           |
| Samuel Schneider     | Nico Hellmann                 |                       | 2.02                 |
| Iris Berben          | Frau Hellmann                 |                       | 2.02                 |
| Martin Brambach      | Hans-Jörg Wörner              |                       | 2.02                 |
| Tom Wlaschiha        | Kommissar Weinhauer           |                       | 2.02                 |
| Ruby O. Fee          | Chiara Ebert                  |                       | 2.02                 |
| Anna Herrmann        | Polizistin Rohrbach           |                       | 2.02                 |
| Stephanie Eidt       | Staatsanwältin                |                       | 2.02                 |
| Lutz Blochberger     | Richter                       |                       | 2.02                 |
| Josefine Preuß       | Theresa Tackler               |                       | 2.03                 |
| Louis Hofmann        | Leonhard Tackler              |                       | 2.03                 |
| Juergen Maurer       | Max Tackler                   |                       | 2.03                 |
| Nadine Wrietz        | Frau Adler                    |                       | 2.03                 |
| Tim Wilde            | Kriminalhauptkommissar Seidel |                       | 2.03                 |
| Alexander Khuon      | Dr. Bick                      |                       | 2.03                 |
| Judith Engel         | Etta Pohl                     |                       | 2.03                 |
| Lars Eidinger        | Fritz Meinering               |                       | 2.04                 |
| Jürgen Vogel         | Waller                        |                       | 2.04                 |
| Jennifer Ulrich      | Tanja                         |                       | 2.04                 |
| Ivan Shvedoff        | Leonid Iwanow                 |                       | 2.04                 |
| Robert Schupp        | Jens Schön                    |                       | 2.04                 |
| Christian Kuchenbuch | Robert Hecker                 |                       | 2.04                 |
| Marko Dyrlich        | Mark                          |                       | 2.04                 |
| Amy Mußul            | Banu Birk                     |                       | 2.04                 |
| David Bennent        | Bernhard Strelitz             |                       | 3.01                 |
| Elisa Schlott        | Larissa Leipolt               |                       | 3.02                 |
| Milan Peschel        | Meyerbeck                     |                       | 3.03                 |
| Benno Fürmann        | Edgar Lembke                  |                       | 3.03                 |
| Oliver Masucci       | Richard                       |                       | 3.04                 |
| Verena Altenberger   | Sheryl                        |                       | 3.04                 |

## Episodenliste
(Erstausstrahlungsdatum der ZDF-Mediathek)

### Staffel 1
| Nr. (ges.) | Nr. (St.) | Originaltitel   | Erstveröffentlichung D | Regie          | Drehbuch                 | Zuschauer |
| --- | --------- | --------------- | ---------------------- | -------------- | ------------------------ | --------- |
| 1 | 1         | Der Andere      | 6. Feb. 2015           | Maris Pfeiffer | Nina Grosse              | 4,22 Mio. |
| Das kinderlose Ehepaar Thorsten und Lizzy Paulsberg aus der oberen Mittelschicht (Dinks) frischt sein Liebesleben nach über zehn Jahren Ehe damit auf, dass Thorsten Lizzy dabei filmt, wie sie mit anderen Männern schläft. Beide kamen auf den Geschmack durch einen „Dreier“, der sich zufällig bei einem gemeinsamen Wochenende in einem Wellness-Hotel ergab. Thorsten ist sowohl erregt als auch eifersüchtig, beide genießen den gemeinsamen Sex mehr nach den Dreier-Sessions in Hotels, bei denen Thorsten filmt. Eines Tages lernen sie über eine entsprechende Dating-Website einen ehemaligen Schulkameraden von Thorsten kennen, den lebenshungrigen Rüdiger Timmer. Lizzy will abbrechen, aber Thorsten schafft es nicht „nein“ zu sagen. Die Spannung ist zu groß, beide beenden das Spiel. Irgendwann später trifft Rüdiger Thorsten zufällig während einer Messe im Hotel, will spontan mit ihm feiern und bringt uneingeladen Drogen auf Thorstens Zimmer. Bei Thorsten explodiert die stille Eifersucht von damals, und er verletzt Rüdiger lebensgefährlich. Nur weil er bei der Abreise an der Rezeption auf einer „schnellen Reinigung des Zimmers“ besteht, überlebt Rüdiger. Thorsten wird verhaftet, seine Frau engagiert Kronberg. Thorsten will keine Aussage machen, er will seine Frau decken, ihr die Scham und beruflichen Ärger ersparen, wenn die Sexspiele öffentlich werden würden. Er wird zu 3,5 Jahren wegen gefährlicher Körperverletzung verurteilt, die Anklage wegen versuchten Totschlages wird fallengelassen. Nach dem Ende der Haft reist das Ehepaar glücklich ins Ausland. |           |                 |                        |                |                          |           |
| 2 | 2         | Schnee          | 6. Feb. 2015           | Maris Pfeiffer | André Georgi, Jan Ehlert | 3,45 Mio. |
| Der 72-jährige Sozialhilfeempfänger Karl-Heinz Gronau sitzt in seiner Wohnung, als ein Überfallkommando der Polizei hereinstürmt. Er wird brutal festgenommen, es wird ein Messer bei ihm sichergestellt und in der Wohnung 200 Gramm Heroin gefunden. Er schweigt. Der Haftprüfungsrichter Lamprecht bittet Kronberg die Pflichtverteidigung zu übernehmen, denn der Mann sei mittellos. Der Alte schweigt auch gegenüber ihm. Es kommt ihn eine junge schwangere Frau besuchen. Sie flüstert ihm ins Ohr, dass sie von Hassan komme. Gronau drohen, wenn er weiter schweigt, fünf Jahre Haft, weil er dann wegen Drogenhandels mit Waffenbesitz verurteilt wird. Es stellt sich heraus, dass die junge Frau, Jana, die Freundin des Drogenhändlers Hassan ist. Sie denkt, dass Hassan sie und das bald Geborene verlassen werde, weil er zu seiner Familie in den Libanon gehen werde. In einer Rückblende in die 70er wird dem damaligen Gronau klar, dass seine Ehefrau ihn betrügt. Er beschließt daraufhin, sie direkt zu verlassen. Sein Leben bricht an diesem Punkt zusammen. Trotz der Bemühungen von Kronberg und der Richterin schweigt Gronau weiter. „Es gibt Wichtigeres als meine Freiheit“, sagt er im Gerichtssaal. Kurz bevor der Richterin keine Wahl bleibt, ihn zu verurteilen, bringt Kronberg an, dass das Messer in keinerlei Bezug zu den Drogen stand, sondern Gronau wegen seiner fehlenden Zähne darauf angewiesen ist, sein Essen klein zu schneiden. Gronau wird freigesprochen. Hassan wird beim Geldeintreiben verhaftet, Jana bricht mit dem Baby in ihre alte Heimat Polen auf, aber nicht ohne vorher Gronau in einer Zahnklinik anonym eine Zahnbehandlung zu bezahlen. Ihr neugeborener Sohn heißt Malek. |           |                 |                        |                |                          |           |
| 3 | 3         | Ausgleich       | 6. Feb. 2015           | Maris Pfeiffer | Jobst Christian Oetzmann | 4,95 Mio. |
| Häusliche Gewalt über Jahre prägt die Ehe von Alexandra und Thomas Läufer. Kurz nachdem sie sich kennengelernt und geheiratet hatten, offenbarte sich Thomas Läufer als massiv gewalttätig. Alexandra wurde schwanger und schaffte es über Jahre nicht von ihrem Mann loszukommen. Die Gewalt und die dadurch bedingten Traumata gaben ihr keine Chance. Eines Tages, nachdem die neunjährige Tochter Saskia zu den Großeltern gebracht wurde, misshandelt und vergewaltigt Läufer seine Frau. In der darauffolgenden Nacht erschlägt sie ihn im Schlaf mit einer Statue. Kronberg übernimmt den Fall, der in Oldenburg verhandelt wird, wo die Läufers wohnen. Alexandra Läufer verweigert durchgehend die Aussage. Kronberg lässt die aktuellen und früheren Misshandlungen untersuchen und bereitet so seine Verteidigung vor. Der Staatsanwalt sieht wegen der Ermordung im Schlaf das Mordmerkmal der Heimtücke als gegeben an. Kronberg allerdings gelingt es, in seinem Plädoyer aufgrund der permanenten Gefahr durch den Ehemann, der laut Alexandra Läufer am Tattag ankündigte auch demnächst die Tochter zu misshandeln und zu vergewaltigen, die Tat als Notwehr darzustellen. Der Richter folgt der Einschätzung Kronbergs und spricht Alexandra Läufer frei. Vor dem Gericht warten nicht nur die Großeltern, sondern auch der Liebhaber von Alexandra, ein Nachbar, der über den Läufers wohnte und, dies wird Kronberg dann klar, der aufgrund der Schwere der Statue der wahrscheinlichere Täter war. Alexandra und ihr Liebhaber fahren davon. |           |                 |                        |                |                          |           |
| 4 | 4         | Die Illuminaten | 6. Feb. 2015           | Hannu Salonen  | André Georgi             | 3,57 Mio. |
| Eine Gruppe von Jugendlichen in einem Internat denkt sich immer neue Methoden aus, um einen Außenseiter zu traktieren, der eigentlich nur eins will, dazuzugehören. Der Junge, ein künstlerisches Genie, ist bereit, dafür auch Grenzen zu überschreiten. Im Rahmen eines mysteriösen Rituals kommt er beinahe ums Leben. Seine Kunstlehrerin rettet ihn unter schicksalhaften Umständen – womit ihm gleichzeitig die letzte Lebenshoffnung genommen zu sein scheint. |           |                 |                        |                |                          |           |
| 5 | 5         | DNA             | 6. Feb. 2015           | Hannu Salonen  | Jobst Christian Oetzmann | 3,78 Mio. |
| Ein junges Obdachlosen-Pärchen, Thomas und Nina, wird 1997 in Berlin spontan von einem Rentner an Heiligabend in seine Wohnung eingeladen. Obwohl der alte Mann behauptet hatte, er wolle keinen Sex, sondern sei einfach nur einsam, erwischt ihn Nina, wie er neben ihr im Badezimmer masturbiert. In Panik ertränkt das Pärchen den Rentner in seiner Badewanne. Es findet eine größere Menge Bargeld, verwischt alle Spuren sorgfältig, wird aber beim Verlassen der Wohnung beobachtet und kurz darauf festgenommen. Da die Polizei ihnen nichts nachweisen kann, werden sie wieder freigelassen. Durch das gefundene Geld ändert sich das Leben der Obdachlosen radikal. Sie mieten eine Wohnung an, finden Arbeit, werden Eltern und leben ein unauffälliges bürgerliches Leben. Fünfzehn Jahre später müssen sie wieder zur Polizei. Die hatte damals zwei Zigaretten-Stummel in der Wohnung asserviert und kann erst heute die gefundene DNA eindeutig Thomas und Nina zuordnen. Beide gestehen nun die Tat. Obwohl sogar die Untersuchungshaft aufgehoben wird, befürchten beide, aufgrund unbedachter Äußerungen ihrer Anwälte, dass sie für mindestens acht Jahre ins Gefängnis müssen und somit die Entwicklung ihrer Kinder nicht erleben. Tatsächlich rechnen Kronberg und sein Kollege mit einer sehr milden Strafe im offenen Vollzug. Die Episode endet mit dem Bild von Thomas und Nina, die sich an einem See selbst umgebracht haben. |           |                 |                        |                |                          |           |
| 6 | 6         | Volksfest       | 6. Feb. 2015           | Hannu Salonen  | André Georgi             | 4,21 Mio. |
| Kronbergs erster Fall: Auf einem Volksfest in einer niedersächsischen Kleinstadt spielt eine Blaskapelle. Die Männer haben ihre Gesichter weiß geschminkt, sich schwarze Bärte aufgemalt und Piraten-Kopftücher aufgezogen. Es sind ordentliche Familienväter mit ordentlichen Berufen: Versicherungsvertreter, Handwerker usw. In der Pause wollen sie hinter dem Bühnenvorhang Bier trinken. Eine siebzehnjährige Bedienung bringt ihnen die Getränke, stolpert aber und fällt hin, wobei sie sich an den zerbrochenen Gläsern die Arme aufschneidet. Blutüberströmt steht sie auf, und weil sie keinen Büstenhalter trägt, zeichnen sich ihre Brüste ab. Die Männer nähern sich ihr und umringen sie. Ein anonymer Anrufer alarmiert von einer Telefonzelle aus die Polizei und meldet eine Vergewaltigung. Die Beamten finden die Siebzehnjährige nackt und schwer verletzt vor. Man hat ihr zwei Rippen, die Nase und den linken Arm gebrochen. Als die Männer fertig gewesen waren, hatten sie ein Brett angehoben und sie unter die Bühne geworfen. Die Polizei stellt zwar die Kleidung des Mädchens sicher, packt sie in einen Plastiksack und legt diesen in den Streifenwagen, aber als das Auto stundenlang in der Sonne steht, werden die Asservate für eine DNA-Analyse unbrauchbar. Und die Ärzte im Krankenhaus wischen nicht nur die Haut der Vergewaltigten ab, sondern beseitigen auch die Spuren in ihren Körperöffnungen. Aufgrund der geschminkten Gesichter ist das Opfer nicht in der Lage, die Männer zu identifizieren, die über sie hergefallen waren. Zumindest einer von ihnen ist unschuldig, denn er rief die Polizei, während die Siebzehnjährige vergewaltigt wurde. Aber er gibt sich nicht zu erkennen. Dem Untersuchungsrichter bleibt nichts anderes übrig, als alle Beschuldigten freizulassen. Es kommt zu keiner Anklage. Kronberg, der einen der Beschuldigten vertreten hat, empfindet, dass er dadurch seine „Unschuld“ verloren hat und „erwachsen“ geworden ist. |           |                 |                        |                |                          |           |

### Staffel 2
| Nr. (ges.) | Nr. (St.) | Originaltitel | Erstveröffentlichung D | Regie         | Drehbuch         | Zuschauer |
| --- | --------- | ------------- | ---------------------- | ------------- | ---------------- | --------- |
| 7 | 1         | Kinder        | 15. Sep. 2017          | Hannu Salonen | Niels Holle      | 4,72 Mio. |
| Die Grundschullehrerin Miriam Holbrecht hat eine einmalige sexuelle Begegnung mit dem Vater von Helena, einer ihrer Schülerinnen. Kurz zuvor hatte dieser sich von seiner Frau getrennt. Die 9-jährige Helena, die sehr unter der Trennung ihrer Eltern leidet, beobachtet die beiden und hofft, dass Frau Holbrecht ihre „neue Mutter“ wird. Da es aber in Frau Holbrechts Leben einen anderen Mann gibt, beschuldigt Helena diesen, sie über Monate hinweg sexuell missbraucht zu haben, um ihn aus dem Weg zu räumen. Sie stiftet auch eine Klassenkameradin an, ihre Behauptung durch eine Falschaussage zu stützen. Obwohl Herr Holbrecht seine Unschuld beteuert, wird er zu 42 Monaten (3,5 Jahren) Haft verurteilt. Seine Frau trennt sich während der Haftzeit von ihm. Die Jahre im Gefängnis sind hart für Holbrecht, denn Kinderschänder haben dort einen schweren Stand. Jahre nach seiner Freilassung sieht er Helena zufällig mehrfach wieder. Statt seinem ersten Impuls folgend Rache an ihr zu üben – er hat bereits ein Messer in der Hand – bittet er Kronberg um Hilfe. Dieser redet der jungen Frau ins Gewissen und erreicht ein Wiederaufnahmeverfahren. In diesem gibt Helena zu, damals gelogen zu haben, woraufhin Holbrecht freigesprochen und für die erlittene Haft entschädigt wird. |           |               |                        |               |                  |           |
| 8 | 2         | Anatomie      | 15. Sep. 2017          | Hannu Salonen | André Georgi     | 5,02 Mio. |
| Für einen kurzen Moment abgelenkt fährt Herr Wörner einen jungen Mann an, der noch am Unfallort seinen Verletzungen erliegt. Die Polizei ermittelt gegen Wörner – der einräumt, eventuell etwas schneller als erlaubt gefahren zu sein – wegen fahrlässiger Tötung. Im Zuge der Ermittlungen stoßen die Beamten jedoch darauf, dass das Unfallopfer, Nico Hellmann, genau im Moment des Unfalls vorhatte, eine junge Frau zu entführen um diese vermutlich zu töten. Er hatte sich hierzu heimlich im Keller des Hauses seiner Mutter, bei der er noch wohnt, einen Sektionsraum eingerichtet und dort bereits etliche Tiere seziert. Wie auf einem Video zu sehen ist, das Hellmann selber heimlich aus seinem Auto aufgenommen hatte – und das augenscheinlich die Entführung dokumentieren sollte – erkennt man, dass er ohne auf den Verkehr zu achten auf die Straße stürmt und dort überfahren wird. Die Staatsanwaltschaft fordert 18 Monate Haft ohne Bewährung, das Urteil bestätigt das Strafmaß, setzt die Strafe aber zur Bewährung aus. Vor der Verurteilung spricht die Mutter von Nico Herrn Wörner im Gericht an und dankt ihm dafür, dass er wohl Schlimmeres verhindert habe. |           |               |                        |               |                  |           |
| 9 | 3         | Das Cello     | 15. Sep. 2017          | Hannu Salonen | Nina Grosse      | 4,55 Mio. |
| Die Anfang 20-jährige Theresa und ihren zwei Jahre jüngeren Bruder Leonhard verbindet durch den frühen Tod ihrer Mutter und Schwierigkeiten mit dem Vater schon seit frühester Kindheit eine innige Beziehung. Gemeinsam verlassen sie das wohlhabende Elternhaus, weil Theresa an eine auswärtige Musikschule geht und sie ihren Bruder nicht zurücklassen möchte. Auf einer gemeinsamen Reise kommt es zu einem Motorradunfall, bei dem Leonhard ein Schädel-Hirn-Trauma erleidet. Nach dem Krankenhausaufenthalt richtet Theresa für sich und ihren Bruder, der nun im Rollstuhl sitzt, ein neues Zuhause ein, wo sie sich rund um die Uhr um ihn kümmert. Seine Hirnverletzung hat zu schwerwiegenden Persönlichkeitsveränderungen geführt und sein Kurz- und Langzeitgedächtnis zerstört. Was immer man ihm erzählt, hat er nach wenigen Minuten wieder vergessen und die Ärzte machen keine Hoffnung auf Besserung. Er wird zunehmend unselbstständiger und aggressiver und verlangt schließlich sogar regelmäßig von seiner Schwester, dass sie nackt für ihn am Cello musiziert. Nachdem er langsam auch sein Sprachvermögen verliert, ist Theresa irgendwann der permanenten Überforderung nicht mehr gewachsen und ertränkt ihren Bruder schweren Herzens in der Badewanne. Anschließend ruft sie Kronberg, der ein Bekannter von ihr ist, an und bittet ihn, sie zu vertreten. Bei der Polizei legt sie ein vollumfängliches Geständnis ab, in dem sie ihre Lebensgeschichte darlegt. Die Anklage lautet auf Mord, jedoch erhängt sich Theresa vor Prozessbeginn in der U-Haft. |           |               |                        |               |                  |           |
| 10 | 4         | Familie       | 15. Sep. 2017          | Hannu Salonen | Annika Tepelmann | 4,08 Mio. |
| Der erfolgreiche Geschäftsmann Waller beauftragt Kronberg, seinen Halbbruder Fritz Meinering aus dem brasilianischen Gefängnis zu holen. Meinering sitzt dort unter schlimmsten Bedingungen ein, weil man ihn beim Schmuggeln von 12 Kilogramm Kokain erwischt hat. Vor Ort in Brasilien erzählt Meinering Kronberg, wie er nach einer furchtbaren Kindheit zum Alkoholiker wurde, Schulden bei den falschen Leuten machte und seinen ersten Überfall beging. Es folgte ein Entzug, eine neue Freundin und nach einem Rückfall eine brutale Eifersuchtstat, die ihn schließlich ins Gefängnis brachte. Dort lernte Meinering den Mann kennen, der ihn zu dem Kokainschmuggel überredete. Durch Kronbergs Engagement kommt Meinering frei und wird nach Deutschland überführt. Trotz bester Vorsätze wird er wieder straffällig. Waller erzählt Kronberg daraufhin, dass sein Vater und sein Großvater ebenfalls kriminell gewesen seien. Er glaubt, dass die Anlage dazu in der Familie liege, und möchte nichts mehr für seinen Halbbruder tun. Einige Jahre später erhält Kronberg die Nachricht, dass Waller bei einem Bootsunfall ums Leben gekommen ist. |           |               |                        |               |                  |           |

### Staffel 3
| Nr. (ges.) | Nr. (St.) | Originaltitel   | Erstveröffentlichung D | Regie           | Drehbuch                | Zuschauer |
| --- | --------- | --------------- | ---------------------- | --------------- | ----------------------- | --------- |
| 11 | 1         | Der kleine Mann | 6. Sep. 2019           | Nils Willbrandt | Annika Tepelmann        | 4,13 Mio. |
| Der unscheinbare Supermarkt-Angestellte Bernhard Strelitz wird an seinem Arbeitsplatz nicht ernst genommen. Zufällig beobachtet er arabische Drogen-Dealer. Er entwendet ihnen 5 kg Kokain und flieht mit seinem Auto. Nach einem Unfall wird er verhaftet und in Untersuchungshaft genommen. Im Gefängnis hält man ihn für einen Drogendealer, hier genießt er die Achtung, die er im Supermarkt nie erreicht hatte. Weil aber für seine Autofahrt unter Alkohol schon ein Strafbefehl rechtskräftig geworden ist und dieselbe Tat nicht in zwei Prozessen verhandelt werden darf (ne bis in idem), kann kein Prozess zum Drogenbesitz mehr stattfinden. Strelitz ist fast etwas enttäuscht darüber, dass er sofort in die Freiheit entlassen wird. |           |                 |                        |                 |                         |           |
| 12 | 2         | Einsam          | 6. Sep. 2019           | Nils Willbrandt | André Georgi            | 3,62 Mio. |
| Rückblick nach 15 Jahren: Die 15-jährige Larissa Leipolt wird angeklagt, nach einer verdrängten Schwangerschaft ihr neugeborenes Kind ertränkt zu haben. Im Prozess stellt sich heraus, dass Larissa keine Hilfe von ihren Eltern erhielt, nachdem sie von ihrem Nachbarn Lackner vergewaltigt worden war. Ihre Eltern verdrückten sich, als sie ärztliche Hilfe benötigte. Einsam, auf sich allein gestellt, nahm sie bei der Geburt nicht wahr, dass ihr Kind lebte. Vom Vorwurf der Kindstötung wird sie freigesprochen. |           |                 |                        |                 |                         |           |
| 13 | 3         | Lydia           | 6. Sep. 2019           | Nils Willbrandt | Niels Holle             |           |
| Als der introvertierte Programmierer Meyerbeck von seiner Frau verlassen wird, ist er nicht fähig, eine neue Beziehung aufzubauen. Er kauft eine Erotik-Puppe, die für ihn zu einer realen Begleiterin wird. Ein Nachbar bricht in Meyerbecks Abwesenheit in seine Wohnung ein und „verletzt“ die Puppe. Als er sie nicht mehr beschützen kann, greift Meyerbeck den Nachbarn mit einem Baseball-Schläger an. Wegen gefährlicher Körperverletzung in einem minder schweren Fall wird er zu einer Bewährungsstrafe verurteilt. |           |                 |                        |                 |                         |           |
| 14 | 4         | Der Freund      | 6. Sep. 2019           | Nils Willbrandt | Jan Ehlert, Niels Holle |           |
| Während Friedrich Kronberg (Moritz Bleibtreu) sich beruflich in New York aufhält, besucht er auch seinen Freund seit Kindertagen Richard (Oliver Masucci), den er seit fast vier Jahren nicht mehr gesehen hat. Er ist irritiert, als er ihn völlig verwahrlost in einem Luxushotel vorfindet. Es ist offensichtlich, dass er ein Alkoholproblem hat. Kronberg denkt daran zurück, dass Richard noch vor wenigen Jahren glücklich mit Sheryl (Verena Altenberger) verheiratet war und das Paar ein luxuriöses Leben an der amerikanischen Ostküste führte. Erst bei einem zweiten Zusammenkommen der Freunde nach weiteren zwei Jahren, erzählt Richard ihm, dass Sheryl und er, aber vor allem Sheryl, von dem Wunsch besessen gewesen sei, ein Kind zu bekommen. Es habe aber einfach nicht geklappt, was bei Sheryl zu einer Depression geführt habe. Dadurch sei ihre Beziehung in eine tiefe Krise geraten. Als er Sheryl erklärt habe, dass es so nicht weitergehe und er an eine Trennung denke, habe sie diese Aussage wohl völlig unvorbereitet getroffen. Unter Tränen habe sie das Haus verlassen und sei nie mehr zurückgekehrt. Zwei Polizisten hätten ihm dann die Nachricht überbracht, dass Sheryl von zwei Männern vergewaltigt und ermordet worden sei. Er habe noch einige Zeit in ihrem gemeinsamen Haus gelebt und alle Formalitäten der Beerdigung erledigt. Dann habe er den Boden unter den Füßen verloren. In der Abschlussszene auf dem Friedhof ist Ferdinand von Schirach als er selbst zu sehen. Seine Zweifel an der eigenen Berufung quälen ihn. Weitere Darsteller: Stefanie Stappenbeck: Dr Katharina Renier, Michelle Glick: Empfangsdame |           |                 |                        |                 |                         |           |

## Produktion

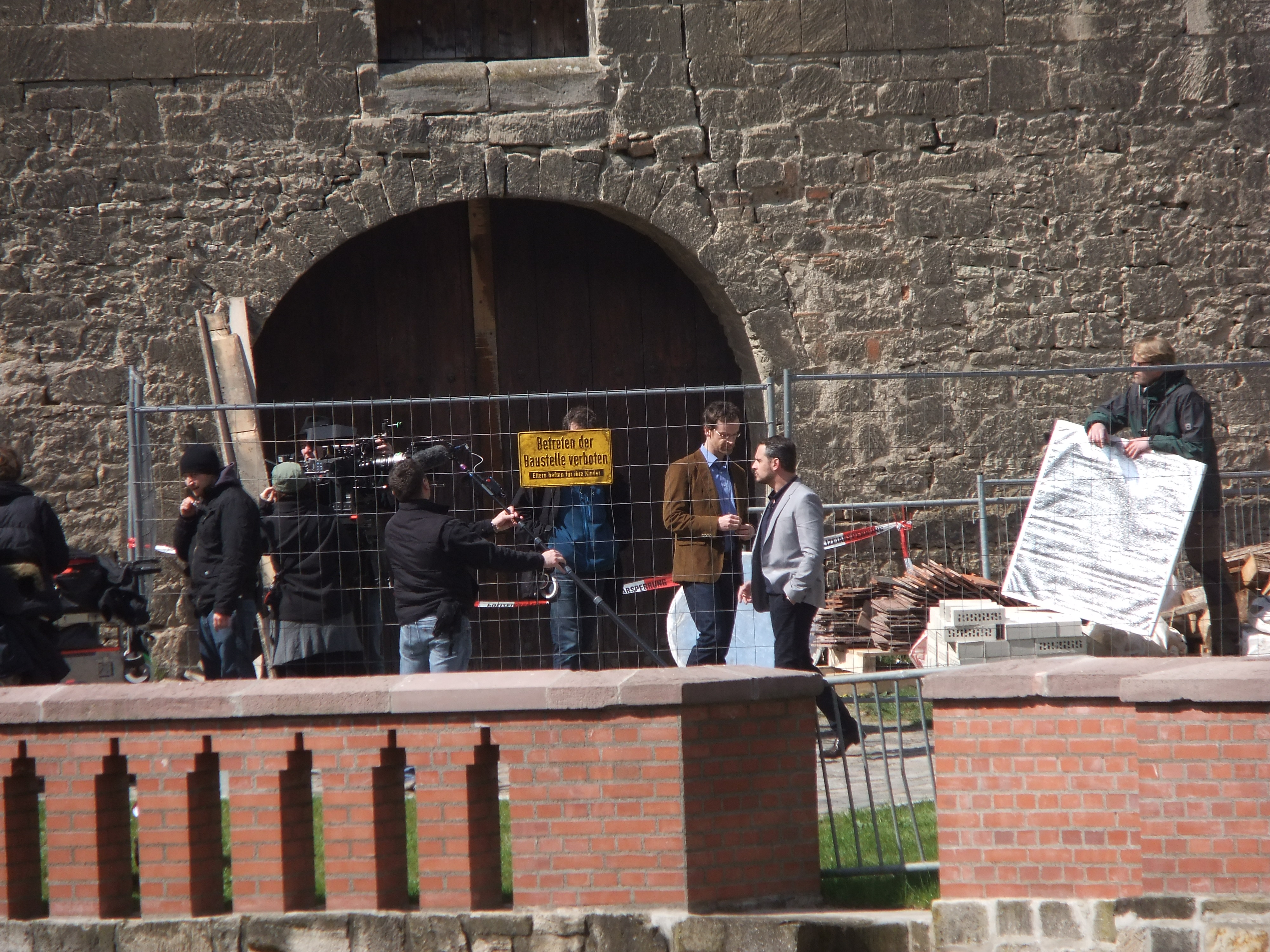
Moritz Bleibtreu und Jörg Hartmann beim Dreh vor der Landesschule Pforta.

Die Serie wurde von Moovie – the art of entertainment produziert. Die Dreharbeiten für die erste Staffel begannen Anfang April 2014 und dauerten bis Ende Juli 2014. Es wurde in Berlin und Umgebung, die 6. Folge teilweise in Helmstedt, gedreht.
Ende März 2015 gab Produzent Oliver Berben bekannt, dass es eine zweite Staffel mit erneut sechs Folgen geben wird. Tatsächlich verfügt die zweite Staffel aber nur über vier Folgen. Die Produktion fand in Berlin und Portugal statt und begann im Mai 2016.
Im Oktober 2018 gab das ZDF bekannt, dass eine dritte Staffel gedreht wird, die auch den Abschluss der Serie darstellt.

## Verweise
- Schuld nach Ferdinand von Schirach bei IMDb